# 自治醫科大學
自治醫科大學（日语：／ Jichi Ika Daigaku），是一所位於日本栃木縣下野市的私立大學，設立於西元1972年。

## 大學組織
自治醫科大學包含2個學部、2個大學院研究科。

### 學部
- 醫學部
- 看護學部

### 大學院
- 醫學研究科
- 看護學研究科

### 附屬設施
- 自治醫科大學附屬醫院 (病床數共1082床)
- 自治醫科大學附屬埼玉醫療中心 (位於埼玉縣埼玉市大宮區)
- 自治醫科大學栃木兒童醫療中心
- 自治醫科大學附屬醫院臨床感染症中心
- 古河地域臨床教育中心 (位於茨城縣古河市古河紅十字醫院內)